# Хронологічна таблиця європейської інтеграції
Хронологі́чна табли́ця європе́йської інтегра́ції
- 1950 — Укладена Європейська конвенція про захист основних прав і свобод людини (Європейська конвенція про права людини).
- 1950, 9 травня — Декларація Роберта Шумана.
- 1951 — утворення першого Європейського Співтовариства — Європейського Співтовариства Вугілля і Сталі (ЄСВіС).
- 1952 — заснований Європейський Трибунал Справедливості.
- 1957, 25 березня — У Римі підписаний договір про утворення Європейського Господарського Співтовариства (ЄГС).
- 1958, 1 січня — увійшов в життя Римський Договір, а одночасно з ним був підписаний Договір про утворення Європейського Співтовариства Атомної Енергії (Євроатом).
- 1959 — Розпочав свою діяльність Європейський суд.
- 1960 — західноєвропейські країни підписали в Стокгольмі Конвенцію про утворення Європейського Товариства Вільної Торгівлі (EFTA). Країни, котрі утворюють EFTA, разом з країнами Євросоюзу створюють в 1993 році Європейську Господарську Зону, де існує вільний обіг промислових товарів, послуг, капіталу та людей.